# مناخ البرازيل

أنواع مناخ كوبن في البرازيل

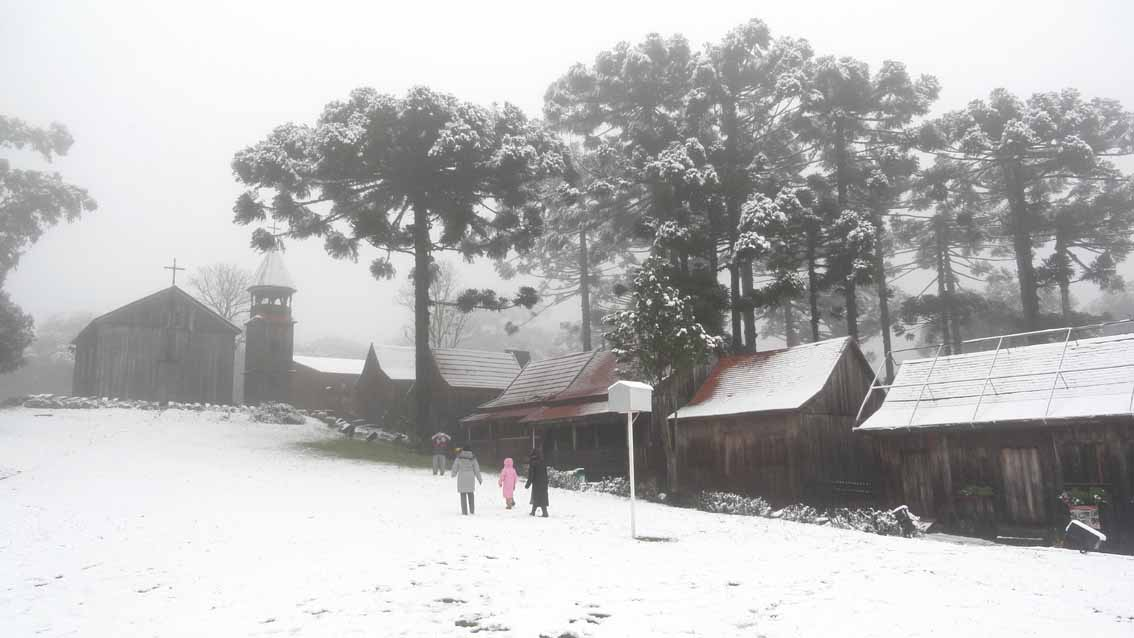
المناخ المحيطي المعتدل خلال فصل الشتاء، مع تساقط الثلوج في كاكسياس دو سول، المنطقة الجنوبية

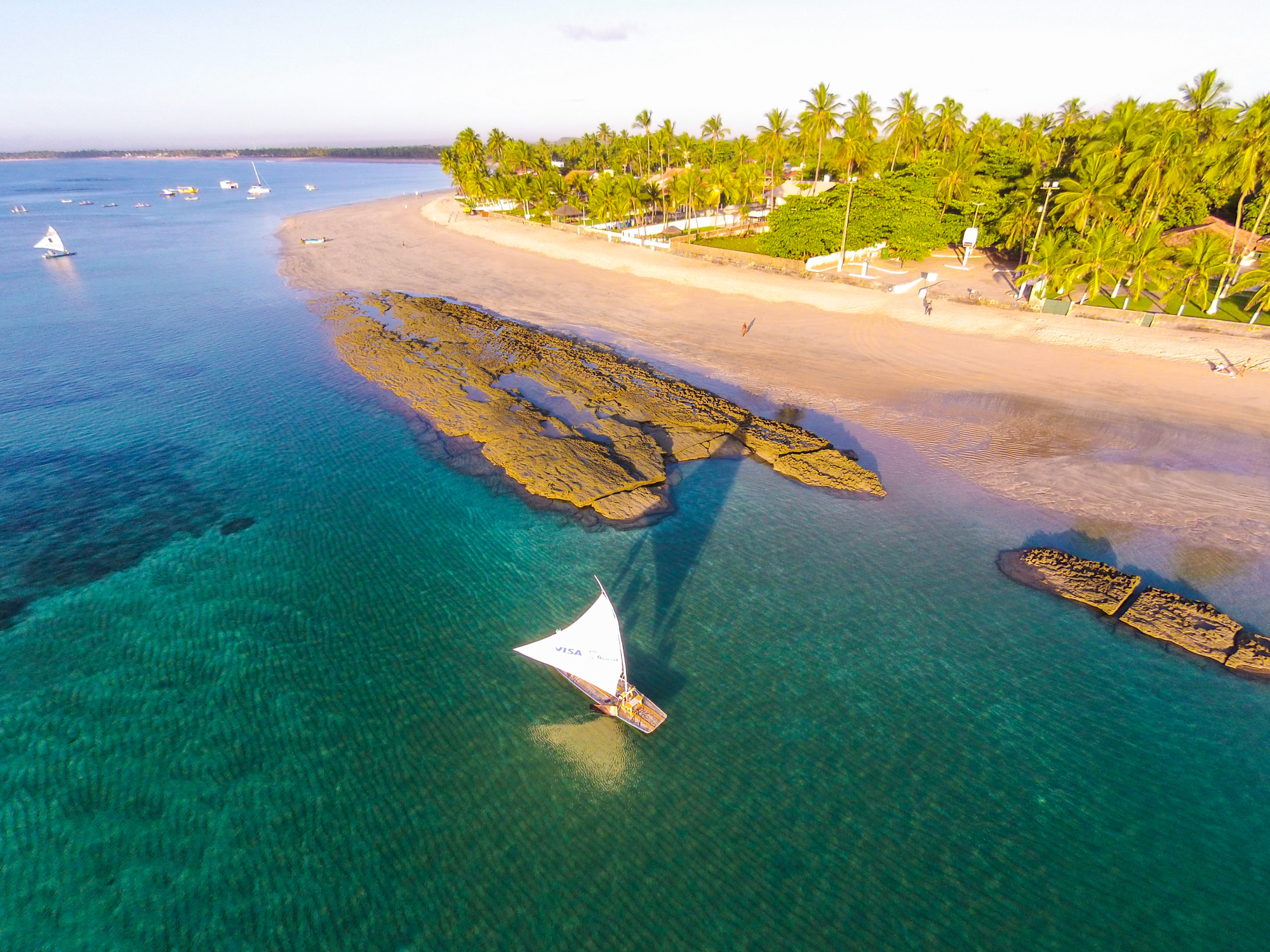
المناخ الاستوائي خلال فصل الصيف، في بورتو دي جاليناس، المنطقة الشمالية الشرقية

مناخ البرازيل يختلف المناخ في البرازيل بشكل واضح بين المناطق الاستوائية في الشمال، حيث يمر خط الاستواء بمصب  نهر الأمازون، والمناطق المعتدلة جنوب مدار الجديعند خط عرض 23°26' جنوبًا.

## درجات الحرارة
درجات الحرارة شمال مدار الجدي  تكون مرتفعة خاصة في المناطق المنخفضة،  إذ يتجاوز المتوسط 25°م (77°ف)، لكنها لا تصل إلى أقصى درجات الصيف البالغة 40°م (104°ف) كما في المناطق المعتدلة. ولا توجد فروقات موسمية كبيرة قرب خط الاستواء، باستثناء تكرار هطول الأمطار. أما جنوب مدار الجدي، فدرجات الحرارة معتدلة، وتتراوح بين 13°م (55°ف) و22°م (72°ف).
أعلى درجة حرارة سُجلت رسميًا في البرازيل كانت 44.8°م (112.6°ف) في مدينة أراكواي بولاية  ميناس جيرايس بتاريخ 19 نوفمبر 2023. أما أدنى درجة حرارة رسمية فكانت −14°م (7°ف) في  كاكادور بولاية سانتا كاتارينا، في 11 يونيو 1952. وقد سُجلت درجة حرارة غير رسمية بلغت −17.8°م (0.0°ف) في قمة مورو دا إجريجا ببلدية أوروبيسي، أيضًا في سانتا كاتارينا، بتاريخ 30 يونيو 1996. ويُلاحظ حدوث الصقيع جنوب مدار الجدي خلال فصل الشتاء من يونيو إلى سبتمبر.
رغم أن معظم أراضي البرازيل تقع ضمن المناطق الاستوائية، فإن أكثر من 60٪ من السكان يعيشون في مناطق باردة، بسبب الارتفاع أو تأثير الرياح البحرية أو الجبهات القطبية. وتشهد بعض المدن الساحلية مثل ريو دي جانيرو وريسيفي وسلفادور ارتفاعًا كبيرًا في درجات الحرارة، إذ تتجاوز 40°م (104°ف) خلال موجات الحر، كما حدث في ريو التي سجلت 43.2°م (110°ف) في 26 ديسمبر 2012. أما مدن الهضاب مثل ساو باولو وبرازيليا وبيلو هوريزونتي، فتمتاز بمناخ معتدل، في حين يتمتع جنوب البلاد، خاصة  بورتو أليجري وكوريتيبا، بشتاء لطيف. وتتميز كوريتيبا بصيف دافئ نتيجة ارتفاعها المتوسط البالغ 934.6 مترًا (3,066 قدمًا)، ويبلغ متوسط درجات الحرارة فيها نحو 11°م (22°ف). أما بورتو أليجري، ذات الارتفاع المنخفض البالغ 10 أمتار (33 قدمًا)، فتسودها أجواء صيفية حارة.
رغم الصورة الشائعة  لغابات الأمازون المطيرة كمناطق حارة ورطبة، فإن درجات الحرارة التي تتجاوز 35°م (95°ف) نادرة. ويتراوح المتوسط السنوي لدرجات الحرارة بين 22 و26°م (72 إلى 79°ف)، مع تفاوت بسيط بين أكثر الأشهر حرارة وبرودة. ومع ذلك، قد تؤثر الكتل الهوائية القطبية أحيانًا على المناخ، مما يؤدي إلى انخفاض الحرارة إلى أقل من 18°م (64.4°ف). وقد سجلت مدينة كروزيرو دو سول، الواقعة في منطقة الغابات المطيرة، درجات حرارة أقل من 2.5°م (36.5°ف) في مناسبتين.

يُعد الشمال الشرقي من البرازيل الجزء الأكثر حرارة، حيث تتجاوز درجات الحرارة 38°م (100°ف) خلال موسم الجفاف من مايو إلى نوفمبر. وعلى طول ساحل المحيط الأطلسي من ريسيفي إلى ريو دي جانيرو، تتراوح درجات الحرارة المتوسطة بين 23 و27°م (73 إلى 81°ف). أما في المناطق الداخلية المرتفعة، فتكون درجات الحرارة أقل، وتتراوح بين 19 و21°م (66 إلى 70°ف). جنوب ريو، تصبح الفصول أكثر وضوحًا، ويتسع نطاق درجات الحرارة السنوية إلى ما بين 17 و19°م (63 إلى 66°ف). وتتميز بيلو هوريزونتي وبرازيليا بدرجات حرارة معتدلة، غالبًا بين 15 و30°م (59 إلى 86°ف)، نتيجة لارتفاعهما البالغ 852 مترًا (2,795 قدمًا) و1,172 مترًا (3,845 قدمًا) على التوالي. أما ريو دي جانيرو وريسيفي وسلفادور فتمتاز بمناخ دافئ، مع درجات حرارة شهرية متوسطة تتراوح بين 23 و27°م (73 إلى 81°ف)، تُلطّفها الرياح التجارية المستمرة. وتُعرف ساو باولو وكوريتيبا وفلوريانوبوليس وبورتو أليجري بمناخ شبه استوائي، يختلف عن مناخ وسط وشمال البلاد، ويشبه شتاؤها غالبًا شتاء فلوريدا، إذ نادرًا ما تنخفض درجات الحرارة إلى ما دون الصفر.

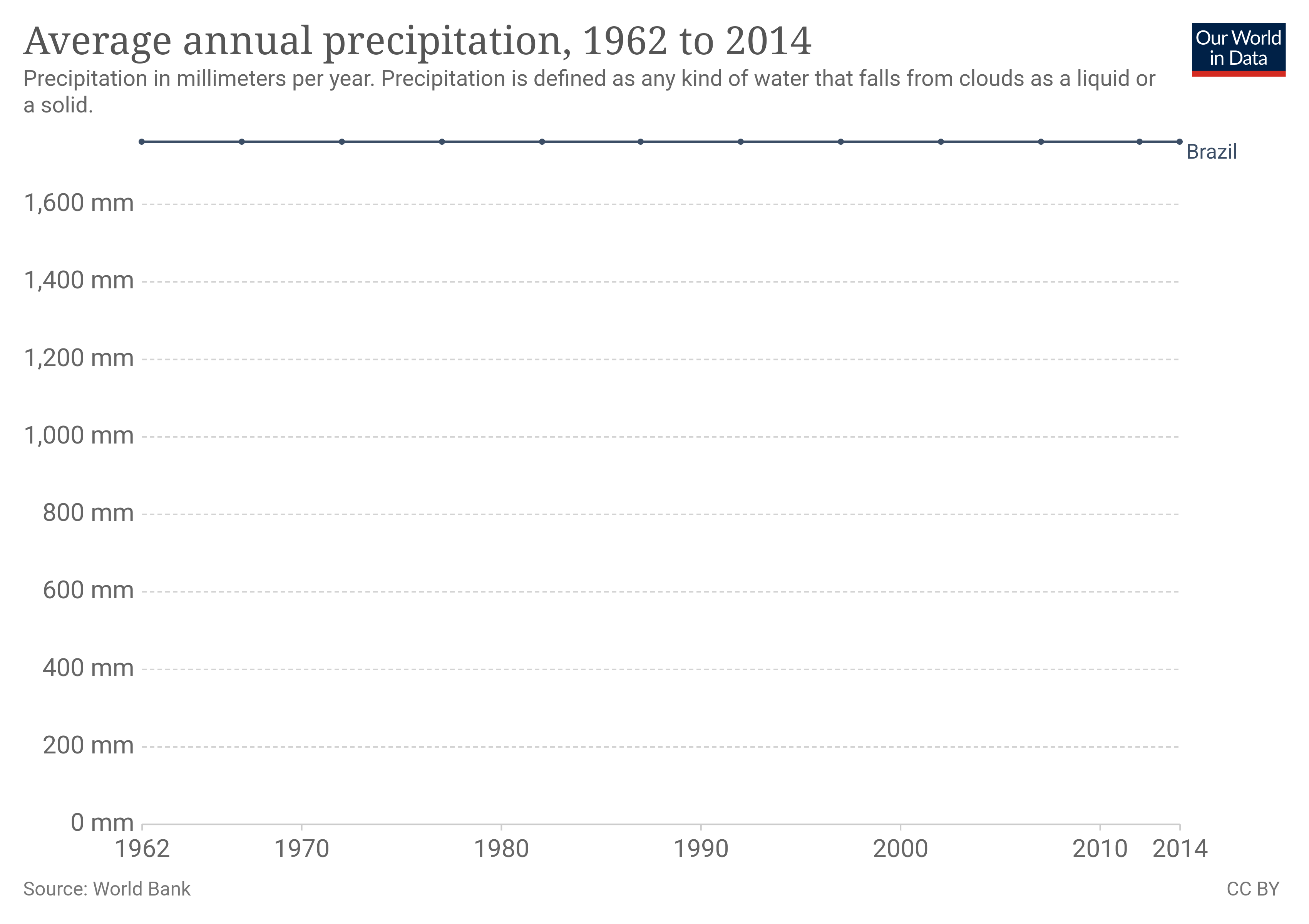
متوسط هطول الأمطار السنوي في البرازيل 1962 - 2014

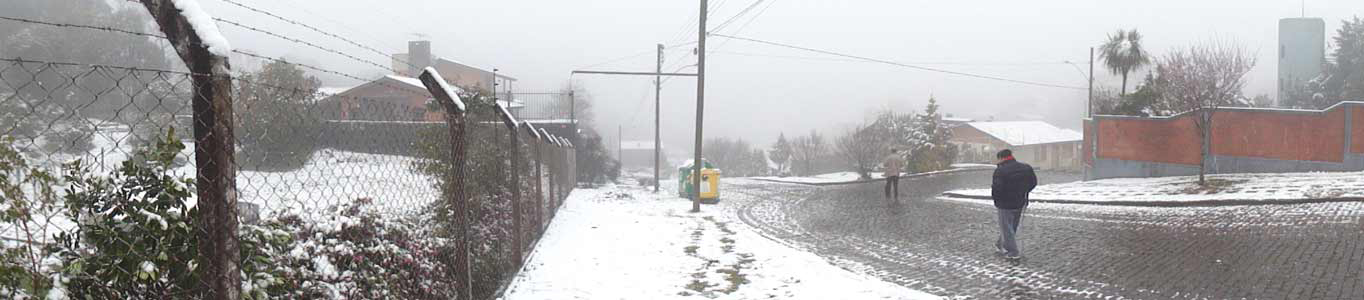
الثلوج في كاكسياس دو سول ، ريو غراندي دو سول في عام 2013

تتباين مستويات  هطول أمطار بشكل كبير في أنحاء البرازيل. وتشهد معظم المناطق أمطارًا معتدلة تتراوح بين 1,000 و1,500 مم (39 إلى 59 بوصة) سنويًا، حيث يتركز أغلب الهطول خلال فصل الصيف (من ديسمبر إلى أبريل) جنوب خط الاستواء. وتُعرف منطقة الأمازون برطوبتها العالية، إذ يتجاوز معدل الأمطار فيها 2,000 مم (79 بوصة) سنويًا، ويصل في بعض أجزاء غرب الأمازون والمناطق القريبة من بيليم إلى 3,000 مم (118 بوصة). ومن غير المعروف على نطاق واسع أن غابات الأمازون، رغم كثافة أمطارها، تمر بموسم جفاف يدوم من ثلاثة إلى خمسة أشهر، يختلف توقيته حسب الموقع بالنسبة لخط الاستواء، كما هو الحال بين بوا فيستا وماناوس. 
إن مستويات هطول الأمطار المرتفعة والمنتظمة نسبيًا في منطقة الأمازون تتناقض بوضوح مع جفاف منطقة الشمال الشرقي شبه القاحلة، حيث يكون الهطول غير منتظم وتحدث فترات جفاف شديدة ضمن دورات يبلغ متوسطها سبع سنوات. وتُعد هذه المنطقة الجزء الأكثر جفافًا في البلاد، إذ تعاني من أمطار غير منتظمة وتواجه المحاصيل صعوبة في النمو؛ فعلى سبيل المثال، لا تتلقى مدينة كيسيراموبيم سوى 560 ملم من الأمطار سنويًا. وتُعد أيضًا من أشد مناطق البرازيل حرارة، حيث تتجاوز درجات الحرارة 40°م (104°ف) خلال موسم الجفاف من مايو إلى نوفمبر.
ومع ذلك، تتحول منطقة السيرتاو، وهي منطقة ذات غطاء نباتي شبه صحراوي تُستخدم أساسًا لتربية الماشية منخفضة الكثافة، إلى اللون الأخضر عند هطول الأمطار. أما منطقة الغرب الأوسط، فتهطل فيها بين 1,500 و2,000 مم (59 إلى 79 بوصة) من الأمطار سنويًا، مع موسم جفاف واضح في منتصف العام، كما هو الحال في كامبو غراندي التي تشهد موسمًا جافًا من يونيو إلى سبتمبر، وموسمًا ممطرًا في بقية العام.
وخلال موسم الأمطار في مدن مثل كامبو غراندي، قد تسبب الأمطار الغزيرة في وقت قصير فيضانات، وهي أيضًا مشكلة في مدن أخرى لا تعرف موسمًا جافًا مثل بورتو أليجري. ولا يوجد موسم جفاف محدد في الجنوب والمناطق الشرقية. وقد شهدت البرازيل في بعض السنوات جفافًا مميتًا ومدمرًا.
تتباين مستويات هطول الأمطار في البرازيل بشكل واضح، حيث تتميز منطقة الأمازون بأمطار غزيرة ومنتظمة نسبيًا، على عكس منطقة الشمال الشرقي شبه القاحلة التي تشهد أمطارًا غير منتظمة وفترات جفاف قاسية تحدث عادةً في دورات مدتها سبع سنوات. وتُعد هذه المنطقة الأكثر جفافًا في البلاد، حيث تواجه المحاصيل صعوبة في النمو، كما في مدينة كيشيراموبين التي تتلقى 560 مم فقط من الأمطار سنويًا. وتُعتبر المنطقة أيضًا من أكثر المناطق حرارة، حيث تتجاوز درجات الحرارة 40°م (104°ف) خلال موسم الجفاف من مايو إلى نوفمبر. ومع ذلك، تتحول منطقة السيرتاو، ذات النباتات شبه الصحراوية والتي تُستخدم غالبًا لتربية الماشية منخفضة الكثافة، إلى اللون الأخضر عند هطول الأمطار.
أما منطقة الغرب الأوسط، فتتراوح معدلات هطول الأمطار فيها بين 1,500 و2,000 مم (59 إلى 79 بوصة) سنويًا، مع وجود موسم جفاف واضح في منتصف العام. فعلى سبيل المثال، تشهد مدينة كامبو غراندي موسمًا جافًا من يونيو إلى سبتمبر، بينما يسود المطر بقية العام. وخلال موسم الأمطار، قد تحدث فيضانات نتيجة لهطول غزير في فترات قصيرة،، كما يحدث في كامبو غراندي. كما تشكل الفيضانات مشكلة كبيرة في المدن التي لا تعرف موسم جفاف، مثل بورتو أليجري. ولا يوجد موسم جفاف محدد في المناطق الجنوبية والشرقية من البلاد. وقد شهدت البرازيل في بعض السنوات جفافًا مدمراً وقاتلاً.
تتساقط أغزر الأمطار في البرازيل عند مصب نهر الأمازون قرب مدينة بيليم، وفي المناطق العليا من الأمازون، حيث يتجاوز معدل الهطول 2,000 ملم (79 بوصة) سنويًا. فعلى سبيل المثال، تستقبل بيليم 3,084 ملم (121.4 بوصة) من الأمطار سنويًا. ويساهم الطقس الدافئ في نمو نباتات عديدة في هذه المناطق. أما معظم أنحاء البرازيل، فتتراوح معدلات هطول الأمطار فيها بين 1,000 و1,500 ملم (39 إلى 59 بوصة) سنويًا، يتركز معظمها بين ديسمبر وأبريل

### تساقط الثلوج
يتساقط الثلج في البرازيل خلال فصل الشتاء بشكل متكرر في جبال ريو غراندي دو سول، وسانتا كاتارينا، وبارانا، بينما يكون نادرًا في المناطق منخفضة الارتفاع. كما يُعتبر تساقط الثلوج ممكنًا لكن نادرًا جدًا في ولايات ساو باولو وريو دي جانيرو وميناس جيرايس وماتو غروسو دو سول. وسُجل أكبر تساقط للثلوج في البلاد في فاكاريا بتاريخ 7 أغسطس 1879، حيث تراكم أكثر من 2 متر (79 بوصة). ووقعت تساقطات كبيرة أخرى تجاوزت مترًا واحدًا (39 بوصة)، مثلما حدث في ساو جواكيم يوم 20 يوليو 1957، وفي بيكو داس أجولهاس نيجراس يوم 15 يونيو 1985. وتُعرف ساو جواكيم بأنها أكثر مستوطنة في البرازيل تشهد أيامًا ثلجية.
كما سُجل تساقط الثلوج في كوريتيبا خلال عدة سنوات، لكنها لم تتراكم بشكل كبير منذ عام 1975.  وفي عام 2013، شهدت عدة بلديات، من بينها كوريتيبا، تساقطًا للثلوج. كما سُجل تساقط ثلجي نادر جدًا في بورتو أليجري.

## الطقس المتطرف

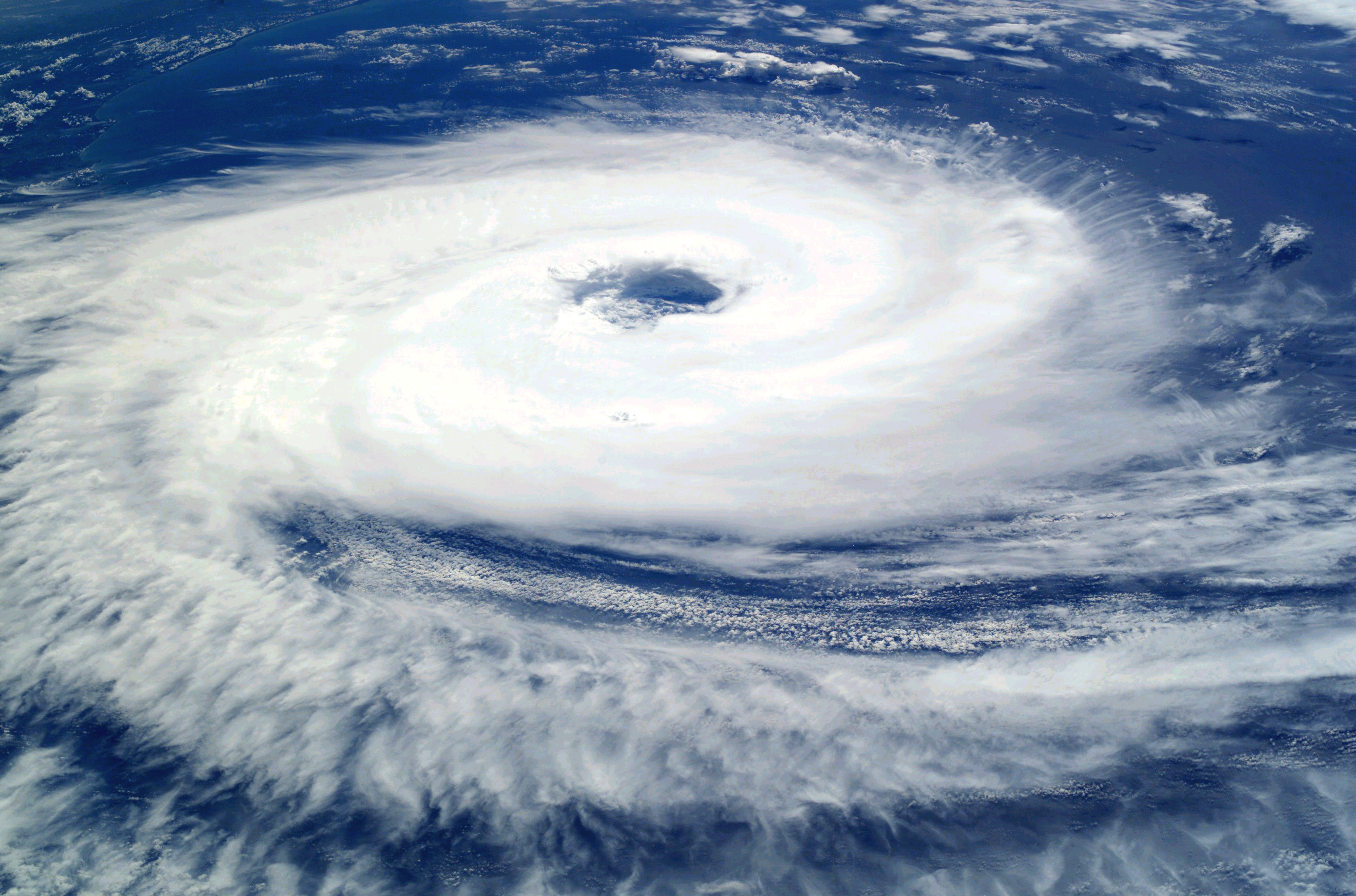
إعصار كاتارينا في 26 مارس 2004

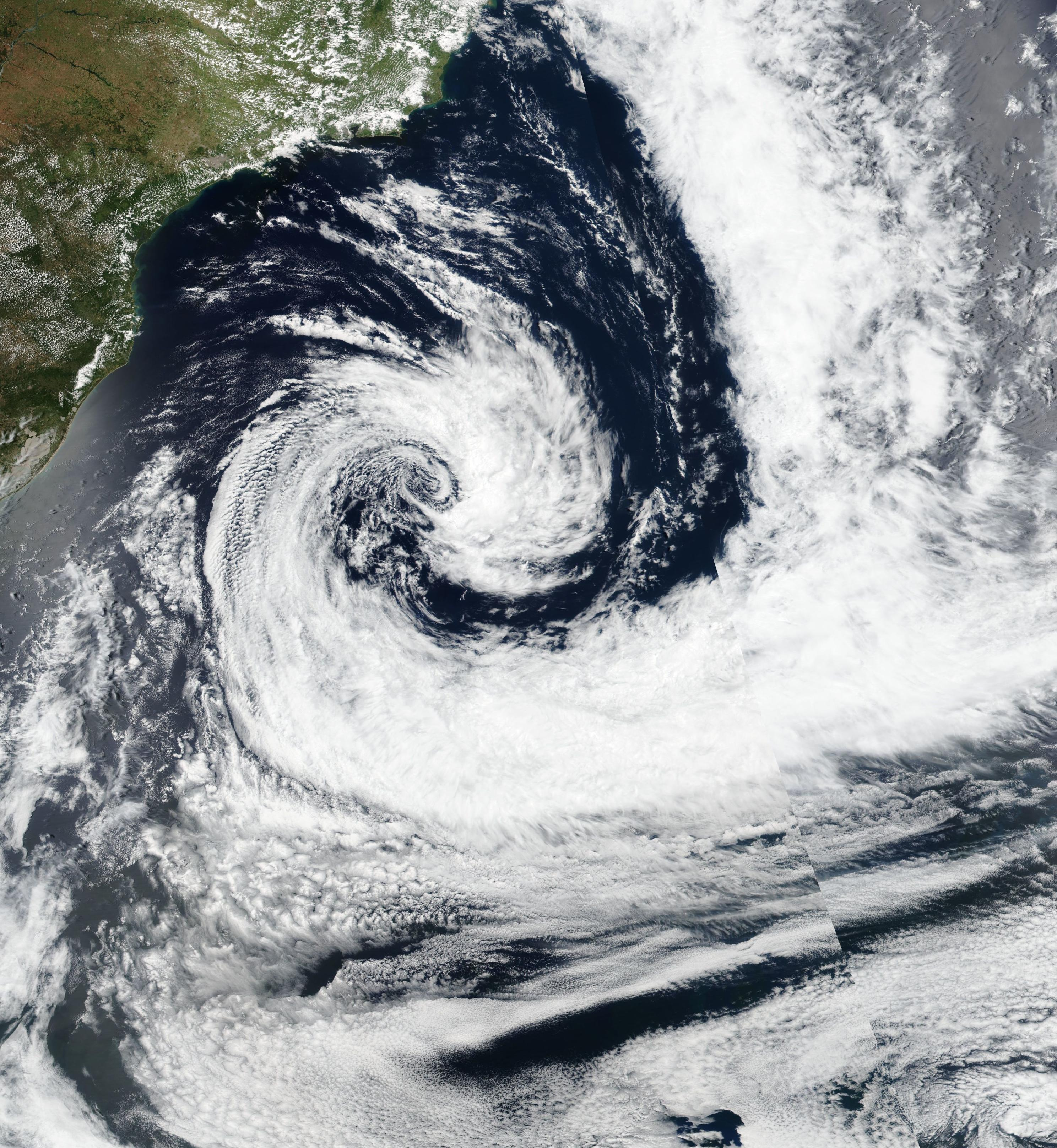
تسببت العاصفة شبه الاستوائية أوبا في مقتل خمسة عشر شخصًا

وبما أن حوض جنوب المحيط الأطلسي لا يشكل عموماً بيئة مواتية لتطورها، فإن البرازيل لم تشهد أعاصير مدارية إلا نادراً. وتعتبر المراكز السكانية الساحلية في البلاد أقل عبئا فيما يتعلق بالحاجة إلى الاستعداد للأعاصير، كما هو الحال بالنسبة للمدن الواقعة على خطوط العرض المماثلة في الولايات المتحدة وآسيا . في عام 2011، بدأ المركز الهيدروغرافي التابع للبحرية البرازيلية في إطلاق أسماء رسمية على الأعاصير الاستوائية وشبه الاستوائية التي تتطور داخل منطقة مسؤوليتها، والتي تقع إلى الغرب من خط عرض 20 درجة غربًا، عندما تكتسب سرعات رياح مستدامة تبلغ 65 كيلومتر في الساعة (40 ميل/س) وما فوق.
إعصار كاتارينا هو الإعصار المداري الأول والوحيد في جنوب المحيط الأطلسي الذي وصل إلى قوة الإعصار، وأثر على سانتا كاتارينا كعاصفة من الفئة الثانية في عام 2004. وصلت سرعة الرياح المستمرة إلى 155 كم/ساعة (100 (ميل في الساعة) وضغط 972 مليبار. ألحق الإعصار أضرارًا بأحواض بناء السفن والعديد من حقول المحاصيل، وكان الفقراء هم الأكثر تضررًا. أصبح ما لا يقل عن 2000 شخص بلا مأوى نتيجة للعاصفة.
يمكن للأعاصير شبه الاستوائية الأضعف الأخرى أن تسبب أضرارًا أيضًا. في عام 2015، تسببت العاصفة شبه الاستوائية كاري في حدوث فيضانات وانهيارات أرضية في بعض المدن في سانتا كاتارينا وريو غراندي دو سول . في عام 2020، لعبت الجبهة المرتبطة بالعاصفة شبه الاستوائية كورومي دورًا في الفيضانات المدمرة والانهيارات الطينية ، مع هطول أمطار غزيرة. هطلت كميات كبيرة من الأمطار في منطقة بيلو هوريزونتي الكبرى ، مما تسبب في حدوث انهيار أرضي أسفر عن مقتل ثلاثة أشخاص وفقدان شخص واحد. وفي وقت لاحق من ذلك العام، أثرت العاصفة شبه الاستوائية ماني على ولاية إسبيريتو سانتو ، مما أدى إلى حدوث انهيارات أرضية أدت إلى تشريد أكثر من 400 شخص. في عام 2021، تسببت العاصفة شبه الاستوائية أوبا في مقتل خمسة عشر شخصًا وتسببت في حدوث فيضانات وأضرار. أعلنت أكثر من 30 بلدية في باهيا حالة الطوارئ بسبب العاصفة. في مايو 2022، تسببت العاصفة شبه الاستوائية ياكيكان في مقتل شخصين في البرازيل وأوروغواي. بسبب انقطاع كابلات الكهرباء، تأثر أكثر من 220 ألف شخص بانقطاع التيار الكهربائي نتيجة للعاصفة.

## تغير المناخ

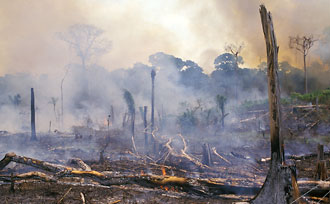
حرائق الغابات هي كل من نتيجة وسبب لتغير المناخ

تغيّر المناخ في البرازيل يسبب ارتفاع درجات الحرارة وموجات حر أطول، وتغير أنماط هطول الأمطار، وزيادة حرائق الغابات وحدّة مخاطرها. سيتأثر إنتاج الطاقة الكهرومائية والزراعة وإمدادات المياه الحضرية في البلاد. تُعتبر غابات البرازيل المطيرة، لا سيما الأمازون، من المناطق الأكثر عرضة لتأثيرات تغير المناخ. في أسوأ السيناريوهات، قد تتحول مساحات واسعة من حوض نهر الأمازون إلى السافانا، ما سيكون له عواقب وخيمة على المناخ العالمي وسبل عيش السكان المحليين. ومن المتوقع أن ترتفع مستويات البحار في البرازيل بأكثر من 20 سم بحلول منتصف القرن. كما تؤدي الظواهر الجوية المتطرفة مثل الجفاف، والفيضانات المفاجئة، والفيضانات الحضرية إلى خسائر سنوية تُقدّر بنحو 13 مليار ريال برازيلي (2.6 مليار دولار أمريكي)، أي ما يعادل 0.1٪ من الناتج المحلي الإجمالي للبلاد عام 2022. قد تزيد هذه التأثيرات المناخية من حدة الفقر.
انبعاثات غازات الدفيئة للفرد في البرازيل أعلى من المتوسط العالمي، وتعتبر البرازيل من بين أعلى 10 دول من حيث الانبعاثات. تمثل انبعاثات غازات الدفيئة في البرازيل أكثر من 4٪ من إجمالي الانبعاثات العالمية السنوية، ويرجع ذلك أولًا إلى قطع الأشجار في غابات الأمازون المطيرة، التي أصدرت كميات من ثاني أكسيد الكربون في العقد 2010 أكثر مما امتصت، وثانيًا إلى مزارع المواشي الكبيرة التي تخرج الأبخرة الميثانية من الأبقار.
في اتفاقية باريس، تعهدت البرازيل بتخفيض انبعاثاتها، لكن حكومة بولسونارو في الفترة 2019-2022 تعرضت لانتقادات لفشلها في اتخاذ إجراءات كافية للحد أو التكيف مع تغير المناخ. وفي عام 2024، راجعت البرازيل مساهمتها المحددة وطنياً (NDC)، وحددت هدفًا لخفض الانبعاثات بنسبة تتراوح بين 59% و67% مقارنة بمستويات عام 2005 بحلول عام 2035.

## روابط خارجية
- https://web.archive.org/web/20101206014542/http://www.brazil.org.uk/brazilinbrief/climate.html